# Boreomaro borealis
Genre
Espèce
Synonymes
- Maro borealis Eskov, 1991

Boreomaro borealis, unique représentant du genre Boreomaro, est une espèce d'araignées aranéomorphes de la famille des Linyphiidae.

## Distribution
Cette espèce est endémique de Russie. Elle se rencontre de la Ienisseï à la Kolyma.

## Description
Les mâles mesurent de 1,45 à 1,60 mm et les femelles de 1,55 à 1,80 mm.
Boreomaro borealis mesure de 1,40 à 1,90 mm.

## Systématique et taxinomie
Cette espèce a été décrite sous le protonyme Maro borealis par Eskov en 1991. Elle est placée dans le genre Boreomaro par Tanasevitch en 2022.

## Publications originales
- Eskov, 1991 : « On the taxonomy and zoogeography of the spider genera Maro and Oreonetides (Aranei, Linyphiidae). » Zoologicheskiĭ Zhurnal, vol. 70, no 4, p. 45-54.
- Tanasevitch, 2022 : « Reassessment of the genus Maro O. Pickard-Cambridge, 1907, with the description of a new genus (Aranei: Linyphiidae). » Arthropoda Selecta, vol. 31, no 3, p. 342-350 (texte intégral).